# 閉測地線
数学の微分幾何学および力学系の分野において、あるリーマン多様体上の閉測地線（へいそくちせん、英: closed geodesic）とは、その多様体上の測地流の閉軌道の射影のことを言う。

## 定義
リーマン多様体 (M,g) において閉測地線は、計量 g についての測地線であり、周期的であるような曲線 {\displaystyle \gamma :\mathbb {R} \rightarrow M} である。
閉測地線は、変分原理によって特徴付けられる。{\displaystyle \Lambda M} を M 上の滑らかな 1-周期曲線の空間とするとき、周期 1 の閉測地線は、次式で定義されるエネルギー函数 {\displaystyle E:\Lambda M\rightarrow \mathbb {R} } の臨界点である。
{\displaystyle E(\gamma )=\int _{0}^{1}g_{\gamma (t)}({\dot {\gamma }}(t),{\dot {\gamma }}(t))\,\mathrm {d} t.}
{\displaystyle \gamma } が周期 p の閉測地線であるなら、再びパラメータ化された曲線 {\displaystyle t\mapsto \gamma (pt)} は周期 1 の閉測地線であり、したがって E の臨界点である。{\displaystyle \gamma } が E の臨界点であるなら、各 {\displaystyle m\in \mathbb {N} } に対して {\displaystyle \gamma ^{m}(t):=\gamma (mt)} で定義される曲線 {\displaystyle \gamma ^{m}} も E の臨界点である。したがって、M 上のすべての閉測地線はエネルギー E の臨界点からなる無限列を生成する。

## 例
通常の円形リーマン計量を伴う単位球面 {\displaystyle S^{n}\subset \mathbb {R} ^{n+1}} 上のすべての大圏は、閉測地線の一例である。すべての測地線が閉測地線であるような多様体は、数学関連の文献において綿密に調べられてきた。基本群がねじれを持たないようなコンパクト双曲曲面上で、閉測地線は、その曲面のフックス群の元の非自明な共役類と一対一対応を持つ。